# 沈波 (1981年)
沈波（1981年1月—），东华大学控制理论与控制工程学科教授，研究方向为网络化控制系统等。曾主持多个中国国家自然科学基金项目，出版英文专著1部，担任多个期刊编辑、亚洲控制协会会员等职。

## 生平
2009年至2013年间，先后在香港大学电机与电子工程系、布鲁奈尔大学信息计算与数学学院、杜伊斯堡-埃森大学自动控制与复杂系统研究所学习交流。
在东华大学担任教授。

## 著作
B. Shen, Z. Wang and H. Shu, Nonlinear Stochastic Systems with Incomplete Information: Filtering and Control, Springer-Verlag, London, 2013，250 pages.

## 学术兼职
电气电子工程师学会(IEEE)会员、亚洲控制协会会员、中国系统仿真学会智能物联系统建模与仿真专业委员会委员、中国自动化学会青年工作委员会委员
担任System Science & Control Engineering编辑、Journal of the Franklin Institute、Circuits, Systems, and Signal Processing副主编、Neurocomputing、
Mathematical Problems in Engineering编委、International Journal of General Systems、International Journal of Systems Science、Abstract and Applied Analysis、Mathematical Problems in Engineering客座编辑。